# مسييه 50

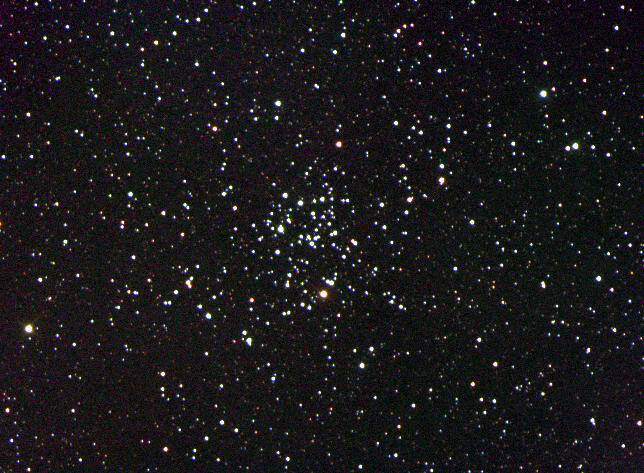

مسييه 50 أو م50 (بالإنجليزية: Messier 50 أو M 50 أو NGC 2323 )هو تجمع نجمي مفتوح يوجد في كوكبة وحيد القرن . ربما كان قد اكتشفة جيوفاني كاسيني قبل عام 1711 ثم اكتشفة الفلكي الفرنسي شارل مسييه عام 1772 . ضمه شارل مسييه إلى فهرسه عن المذنبات .

ميسييه 50

يبعد م50  نحو 3200 سنة ضوئية من الأرض ، ويوصف التجمع بأنه في شكل القلب .

## خصائص التجمع مسييه 50
- البعد عن الأرض : 3200 سنة ضوئية
- السطوع : 9و5 قدر ظاهري
- الاتساع : 16 دقيقة قوسية
- القطر : 10 سنة ضوئية
- عمر التجمع : 78 مليون سنة.

## اقرأ أيضا
- انفجار أشعة غاما 080319ب
- انفجار أشعة غاما 090423
- مجرة مظلمة
- مجرة إهليجية
- مجرة
- قزم أبيض
- عملاق أحمر
- نجم
- مجرة حلزونية
- مجرة إهليجية
- الانفجار العظيم
- خط زمني للانفجار العظيم
- نجم نيوتروني
- ثقب أسود

## وصلات خارجية
- موقع الكون